# سوسة الزنبق حمراء الترقيط
سوسة الزنبق حمراء الترقيط أو سوسة الزنبق ذات وجه الموظ (الاسم العلمي Brachycerus ornatus)، حشرة من غمديات الأجنحة وفصيلة السوسية حقيقية.